# SexyBack
"SexyBack" é uma canção escrita e interpretada pelo cantor norte-americano Justin Timberlake para o segundo álbum solo de Timberlake, FutureSex/LoveSounds (2006). Ela recebeu o Grammy Award para Melhor Canção Dance 2007. Foi produzida por Timbaland, Timberlake e Nate "Danja" Hills e lançado como primeiro single do álbum em 18 de julho de 2006. "SexyBack" é o single de maior sucesso de Timberlake, alcançando o topo dos charts de onze países.
A canção conta com participação de Timbaland produzindo-a e sendo responsável pelos vocais adicionais.

## Versões
- Original – 4:02
- Limpa (vocabulário limpo) – 4:02
- Instrumental – 4:02